# Bill Mantlo
William Timothy Mantlo (9 de noviembre de 1951) es un escritor de cómics estadounidense, que ha trabajado principalmente para Marvel Comics. Es conocido por su trabajo en las adaptaciones al cómic de dos propiedades de juguetes cuyas aventuras ocurrieron en el Universo Marvel: Micronauts y Rom, así como por la creación conjunta de los personajes Rocket Raccoon y Cloak y Dagger. En su labor como abogado defensor público, Mantlo fue víctima de un accidente automovilístico en el que el perpetrador se fugó en 1992 y ha estado en cuidado institucional desde entonces.

## Biografía
Bill Mantlo nació en Brooklyn, Nueva York, es el mayor de los tres hijos de William W. y Nancy Mantlo. Mantlo creció como un fanático de los cómics. Estudió el bachillerato en la High School of Art & Design de Manhattan y la universidad en la Cooper Union School of Art, donde se enfocó a las disciplinas de pintura y fotografía. Después de su graduación universitaria, Mantlo ocupó varios puestos en el servicio civil y trabajó como fotógrafo de retratos.[cita requerida]

### Carrera profesional

#### Historietas
La relación con un amigo de la universidad llevó a Mantlo a trabajar como asistente de John Verpoorten, director de producción de Marvel Comics, en 1974. Los primeros créditos de Mantlo fueron como colorista de varias portadas de historietas, con fechas de publicación de octubre de 1974 a abril de |975. Mantlo poco tiempo después escribió un guion de relleno para una historia de los personajes Sons of the Tiger que apareció en Deadly Hands of Kung Fu, que lo llevó a convertirse en escritor permanente de ese título. Mientras escribían Deadly Hands, Mantlo y el artista George Pérez crearon a White Tiger, el primer superhéroe de ascendencia hispana de los cómics norteamericanos.
Por aquella época, Marv Wolfman, entonces editor en jefe de Marvel, inició una política para detener lo frecuentes plazos incumplidos y retrasos que aquejaban a la editorial. La política de Wolfman consistía en contar con historias de relleno listas para ser usadas cuando un título estuviera en riesgo de retrasarse. Mantlo rápidamente se convirtió en el «rey de los rellenos», creando historias en plazos muy ajustados, muchas de las cuales terminaron siendo publicadas. Wolfman habló sobre Mantlo diciendo que «era bueno y rápido y en ese momento no tenía muchas asignaciones regulares». A mediados y finales de la década de 1970, Mantlo había escrito números de casi todos los títulos de Marvel.

Después, Mantlo se convirtió en escritor habitual para Marvel, particularmente para los títulos basados en las propiedades con licencia de Micronauts y Rom, también conocida como Rom: Spaceknight. Mantlo ha mencionado cómo, durante una Navidad, examinó algunas figuras de acción de la línea Micronauts de Mego Corporation que le regalaron a su hijo Adam; dijo que comenzó a imaginar a los personajes «como pequeños, incluso microscópicos, habitando un universo aparte, pero empalmado con el nuestro», y especificó que:
Space Glider sugería una nobleza similar a la de Reed Richards, una faceta de autoridad, de dignidad. Acroyear, sin rostro, su armadura resplandeciente, una espada fantástica empuñada en su fría mano mecánica, parecía rememorar a un Mr. Spock guerrero. Por alguna razón, Galactic Warrior parecía similar a un insecto — casi puedo escuchar los chasquidos y silbidos y un extraño chirrido interpuesto en su habla. Pero Time Traveler — había un misterio allí, destellos de una vastedad cósmica, insinuaciones de conocimiento y espacio y tiempo, desmantelados y reacoplados para producir algo completamente nuevo, inexplicable, diferente.
 Mantlo convenció a Jim Shooter, entonces editor en jefe de Marvel, para que obtuviera la licencia de estos juguetes; Shooter posteriormente contrató a Mantlo para escribir el guion de la serie basada en ellos. Mantlo y el artista Michael Golden crearon la historia, mitología, personalidades y un alfabeto de los Micronautas. Micronauts, junto con Moon Knight y Ka-Zar the Savage, se convirtió en una de las primeras series regulares de Marvel en distribuirse exclusivamente a tiendas especializadas de cómics, a partir de su número 38 (febrero de 1982).
La primera vez que Mantlo escribió The Spectacular Spider-Man este título contó con apariciones frecuentes del White Tiger; Mantlo uso este título para resumir la trama no resulta de este personaje en The Champions. Además, escribió un arco argumental que incluía el primer trabajo del artista Frank Miller con el personaje de Daredevil. Mantlo concluyó su primer trabajo en The Spectacular Spider-Man con un crossover con los Cuatro Fantásticos #218 (mayo de 1980). Mantlo, Mark Gruenwald y Steven Grant coescribieron Marvel Treasury Edition #25 (1980), que presentaba una historia protagonizada por Spider-Man enfrantando a Hulk, ambientada en los Juegos Olímpicos de Invierno de 1980.
Mientras escribía The Champions, Mantlo colaboró con el artista Bob Hall, quien en 2013 comentó: «Bill fue muy servicial, me ayudó mucho cuando comencé [en la profesión de los cómics] [...] Creo que ambos teníamos tanto entusiasmo como era posible por este cómic en particular, pero más por estar trabajando en Marvel que por el libro en sí mismo».

Mantlo comenzó a escribir The Incredible Hulk en su número 245 (marzo de 1980). Su periodo de cinco años en este título se distinguió por describir a Hulk como muy emocional y humano, en lugar de bestial y salvaje. Entre los adversarios que creó al trabajar en The Incredible Hulk se encuentran los U-Foes y los Supersoldados soviéticos. Al hacer un recuento de sus primeros años como guionista de Hulk, Mantlo comentó: 
Hice refritos de historias viejas de Hulk, tratando de encontrar una dirección nueva, y en cambio seguí repitiendo más y más lo que ya había ocurrido. Entonces [el editor] Al Milgrom dijo: «Bueno, no aceptes esto. Si quieres hacer cambios, hazlos. Corre algunos riesgos.» Fue entonces cuando decidimos darle a Hulk la inteligencia de Bruce Banner. A partir de ese momento sentí como si finalmente tuviera dirección y control sobre el personaje. Así que supongo que me tomó un año y medio o tal vez dos años llegar hasta ese punto. 
Mantlo y el artista Ed Hannigan cocrearon a la pareja de superhéroes mutantes Cloak y Dagger, que aparecieron por primera vez en The Spectacular Spider-Man #64 (marzo de 1982). Mantlo, Gruenwald y Grant se reunieron una vez más para escribir en conjunto Marvel Super Hero Contest of Champions, la primera serie limitada publicada por Marvel Comics. Otros trabajos de Mantlo incluyen periodos como escritor regular de Iron Man y Alpha Flight.

#### Defensor público
A mediados de la década de 1980, Mantlo se matriculó en la facultad de derecho. Aunque continuó escribiendo para Marvel, su carga de trabajo comenzó a disminuir debido a disputas con el liderazgo de la editorial. Mantlo escribió brevemente para DC Comics en 1988, contribuyendo el guion de la miniserie Invasion! Para ese entonces, ya había aprobado el examen de la barra de abogados. En 1987 comenzó a trabajar como defensor público de la The Legal Aid Society en el Bronx.

### Vida personal
Mantlo estuvo casado con Karen Mantlo (de soltera Pocock), quien fuera por algunos años rotulista en la industria del cómic. Ambos tienen un hijo, Adam, y una hija, Corinna (nacida en 1980).
El 17 de julio de 1992, Mantlo fue atropellado por un automóvil mientras patinaba. El conductor del auto se dio a la fuga y nunca fue identificado. Mantlo sufrió un traumatismo craneoencefálico severo. Según su biógrafo, el caricaturista David Yurkovich, «durante un tiempo Bill estuvo en coma. Aunque ya no está en coma, el daño cerebral que sufrió en el accidente es irreparable. Sus actividades de la vida diaria están severamente restringidas y reside en un centro de salud donde recibe atención a tiempo completo».

## Premios
Micronauts ganó el premio Eagle en 1979 por Título de Cómic Nuevo Favorito.
En 2014, Mantlo recibió el premio Bill Finger.